# Kevin Balanta
Kevin Alexander Balanta Lucumí (El Palmar, 28 de abril de 1997) é um futebolista profissional Colombiano que atua como meia, atualmente defende o Tijuana.

## Carreira
Kevin Balanta fará parte do elenco da Seleção Colombiana de Futebol nas Olimpíadas de 2016.